# Androstenol

Estructura química del 3α-androstenol.

El androstenol, también llamado 3α-androstenol, es una sustancia química que actúa como feromona en humanos y cerdos, y tiene un olor similar al almizcle. Se produce en los testículos y también puede encontrarse en la saliva, la orina, el sudor y la sangre. El androstenol tiene efectos en el sistema nervioso central y se ha relacionado con cambios en el comportamiento y el estado de ánimo, como reducir la ansiedad y la depresión, así como influir en las respuestas sociales. Además, puede tener un papel en la sincronización del ciclo menstrual en las mujeres.
En cuanto a su estructura química, el androstenol se produce a partir de la pregnenolona en una serie de pasos enzimáticos, y su forma 3β-androstenol no tiene los mismos efectos biológicos. El androstenol también actúa como un antagonista del receptor constitutivo de androstano (CAR) y tiene una actividad androgénica mínima o nula.